# 西宮北口站
西宮北口站（日语：／ Nishinomiya-Kitaguchi eki */?）是位於日本兵庫縣西宮市高松町，屬於阪急電鐵的鐵路車站。副站名是阪急西宮花園前。此站是西宮市的中心車站之一。車站編號是HK-08。
神戶本線與今津線接續的轉乘站。今津線以此站為邊界往寶塚站方向稱為「今津（北）線」，往今津站方向稱為「今津（南）線」，南北兩線列車無法互通。

## 概要
神戶本線的急行停靠本站以西的所有車站（通勤急行則是塚口站以西各站皆停）。
本站大約位於大阪（大阪梅田站）和神戶（三宮站）中間的位置，上車人次是西宮市的所有車站中最多。隨著車站周邊的再開發，商業、文化設施也逐漸集中於此。周邊住宅環境也十分良好，近年作為住宅區非常受歡迎，2011年度的「關西最想住的街區排名」（調査：長谷Urbest關西分公司）中，連續兩年奪得第一。現今依然在類似的排名中勝過梅田、難波、天王寺等車站。

## 歷史
- 1920年（大正9年）7月16日 - 隨阪急神戶本線的全線開通而開始營業[4]。
- 1921年（大正10年）9月2日 - 西寶線寶塚站 - 本站間開始營運[4]。
- 1926年（大正15年）12月18日 - 本站 - 今津站間開始營運[4]。寶塚站 - 今津站間改稱今津線。
- 1960年（昭和35年）12月 - 設置地下道。
- 1985年（昭和60年）3月 - 廢止站內地下道。
- 1986年（昭和61年）10月 - 南北的驗票口跨站式站房化。
- 1987年（昭和62年）4月 - 跨站式站房完成[4]。
- 1995年（平成7年）
  - 1月17日 - 阪神大地震發生。神戶本線本站 - 夙川站間的高架橋倒塌，今津線也全線不通。
  - 1月18日 - 梅田站 - 本站間復駛。
  - 1月23日 - 門戶厄神站 - 本站 - 今津站間復駛。
  - 6月12日 - 本站 - 夙川站間復駛，阪急線全區間復駛[5]。
- 2013年（平成25年）12月21日 - 導入車站編號[6][7]。

## 車站構造
神戶線月台與今津（北）線月台設有跨站式站房，今津（南）線月台是只設有5號月台的高架車站。

### 月台配置
| 月台 | 路線     | 方向 | 目的地              | 備註                    |
| ---- | -------- | ---- | ------------------- | ----------------------- |
| 1、2 | 神戶本線 | 下行 | 往 神戶三宮、新開地 |                         |
| 3、4 | 神戶本線 | 上行 | 往 十三、大阪梅田   |                         |
| 5    | 今津線   | 南線 | 往 今津             |                         |
| 6、7 | 今津線   | 北線 | 往 寶塚             | 6號月台只有尖峰時段使用 |

### 軌道配置圖
|                                                                                       | ↑ 今津線（今津南線） 今津方向 |                     |
| ← 神戶本線 梅田方向                                                                   | 阪急西宮北口站軌道配製圖      | → 神戶本線 三宮方向 |
|                                                                                       | ↓ 今津線（今津北線） 寶塚方向 |                     |
| 图例 参考文献：『鉄道ピクトリアル』2010年8月臨時増刊號 卷末付屬的阪急電鐵線路配線略圖 |                               |                     |

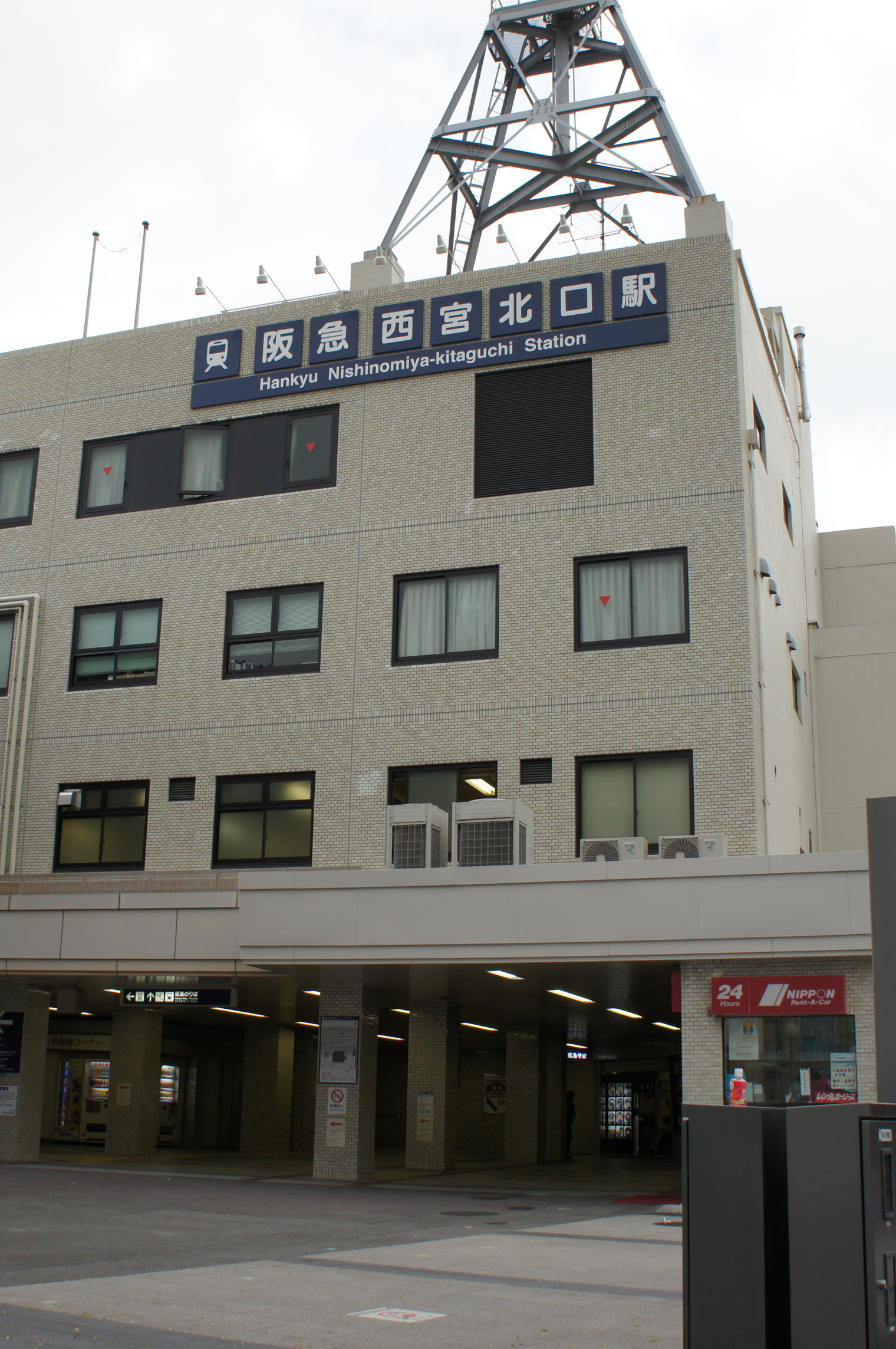
南東口
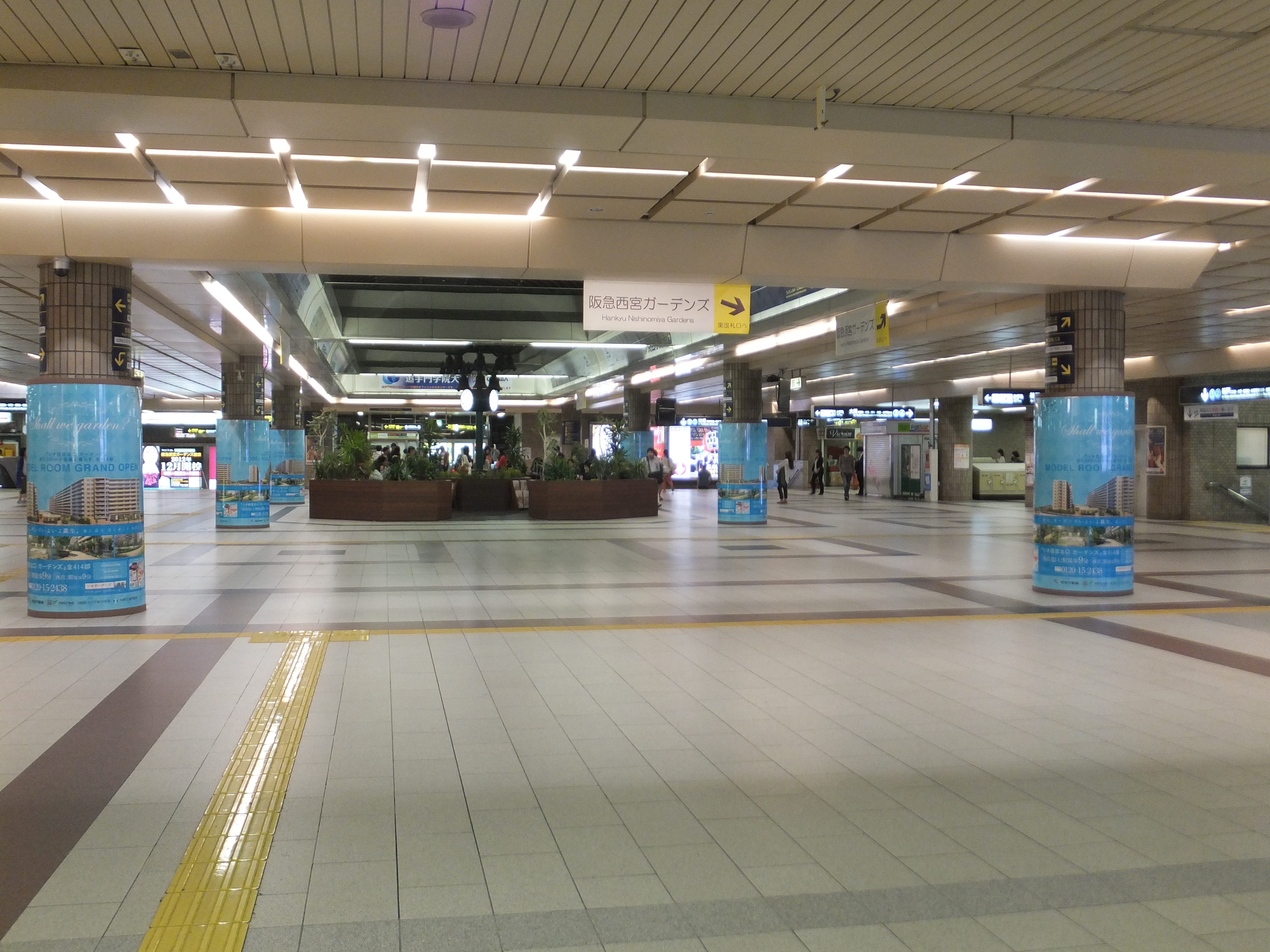
2樓車站大廳
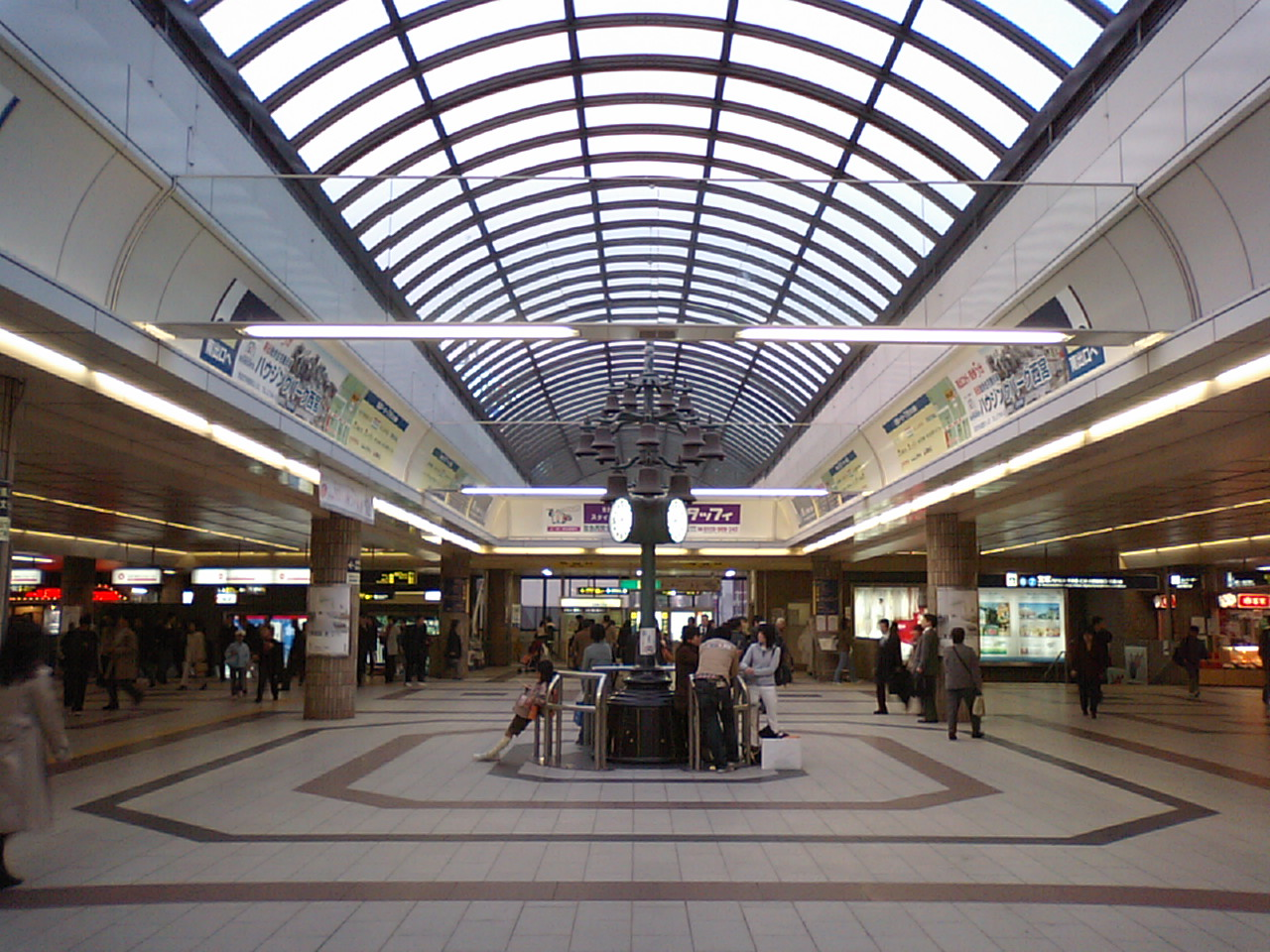
2樓車站大廳 (翻修前, 2008年)
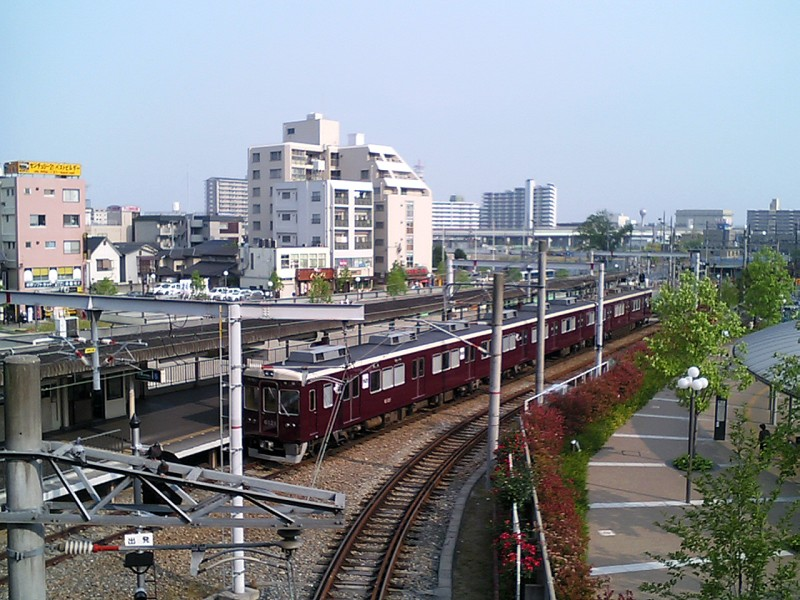
舊今津(南)線5號月台 (2007年)
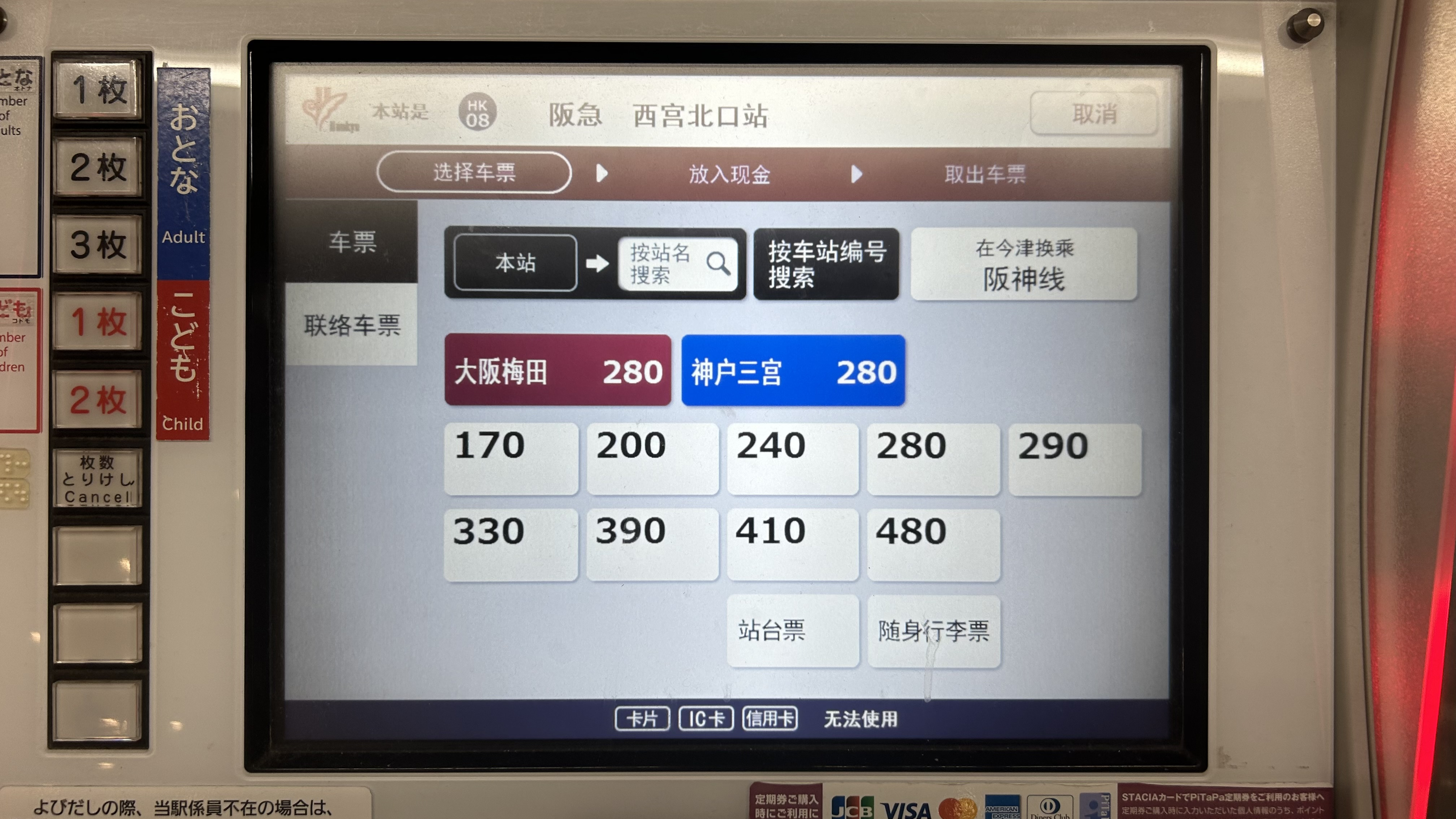
售票机屏幕 (簡体)
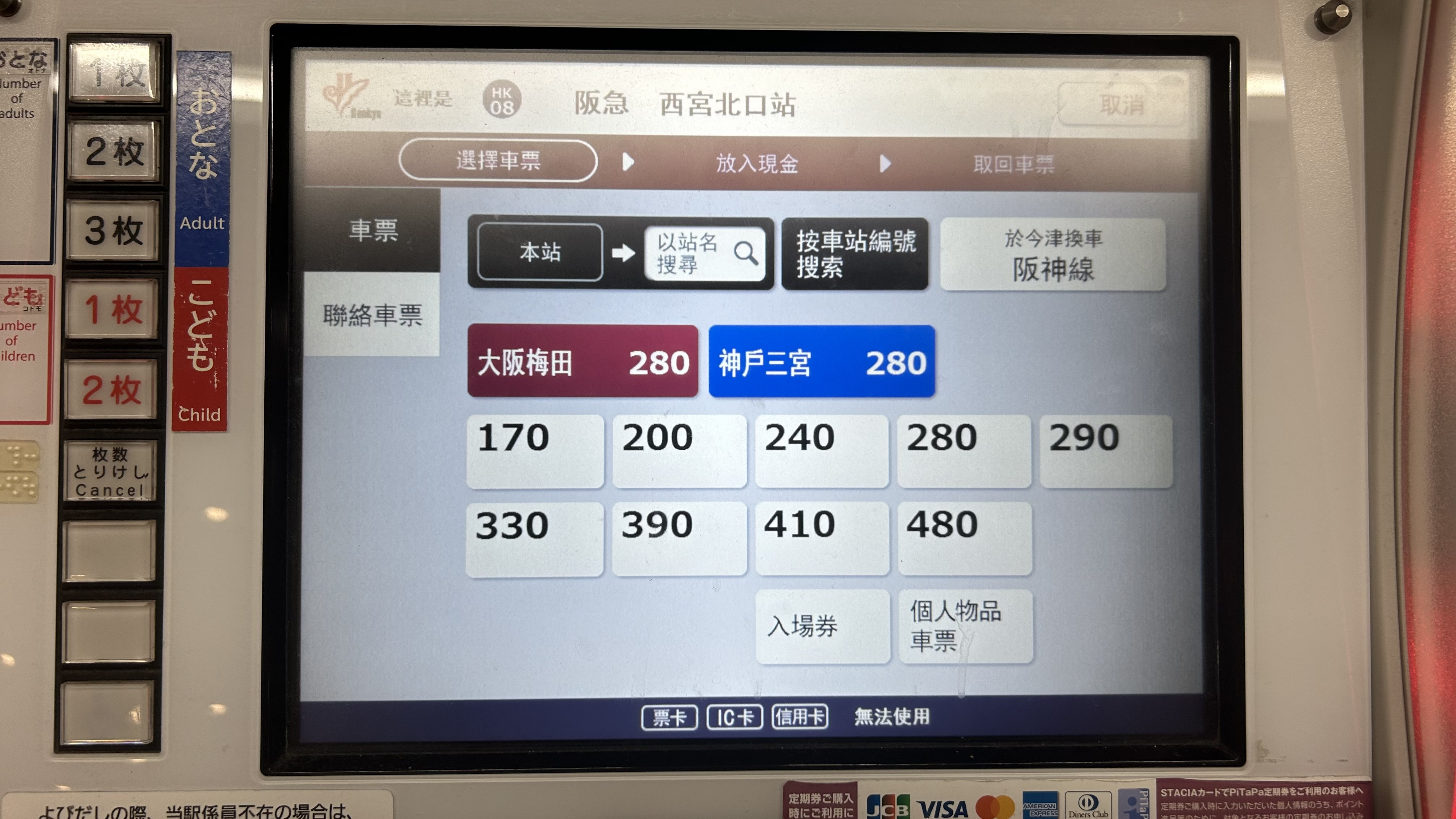
售票機螢幕 (繁体)

## 使用情況
2021年1日平均上下車人次為78,383人。為阪急電鐵全線第2，僅次於大阪梅田站。本站也是西宮市內使用人數最多的車站。
自從阪急西宮花園開業以來，乘客逐漸增加，尤其是開業之後2008年12月的上下車人次1日平均約為114,000人，甚至超過神戶三宮站。
近年的1日平均上下、上車人次統計如下表。
| 年次               | 平日限定 上下車人次 | 全年平均 上下車人次 | 上車人次    | 上車人次 | 上車人次 |
| 年次               | 平日限定 上下車人次 | 全年平均 上下車人次 | 平日+例假日 | 平日限定 | 全年平均 |
| ------------------ | ------------------- | ------------------- | ----------- | -------- | -------- |
| 1995年（平成07年） |                     |                     | 38,612      |          |          |
| 1996年（平成08年） |                     |                     | 39,779      |          |          |
| 1997年（平成09年） |                     |                     | 39,055      |          |          |
| 1998年（平成10年） |                     |                     | 37,521      |          |          |
| 1999年（平成11年） |                     |                     | 36,711      |          |          |
| 2000年（平成12年） |                     |                     | 36,111      |          |          |
| 2001年（平成13年） |                     |                     | 38,488      |          |          |
| 2002年（平成14年） |                     |                     | 43,575      |          |          |
| 2003年（平成15年） |                     |                     | 40,436      |          |          |
| 2004年（平成16年） |                     |                     | 39,463      |          |          |
| 2005年（平成17年） |                     |                     | 40,140      |          |          |
| 2006年（平成18年） |                     |                     | 39,668      |          |          |
| 2007年（平成19年） | 75,664              |                     | 40,792      | 37,773   |          |
| 2008年（平成20年） | 81,344              |                     | 40,560      | 40,600   |          |
| 2009年（平成21年） | 93,623              |                     | 43,353      | 46,736   |          |
| 2010年（平成22年） | 93,783              |                     | 48,033      | 46,828   |          |
| 2011年（平成23年） | 95,424              |                     | 49,301      | 47,648   |          |
| 2012年（平成24年） | 97,187              |                     | 50,342      | 48,515   |          |
| 2013年（平成25年） | 98,323              |                     | 53,250      | 49,084   |          |
| 2014年（平成26年） | 99,642              |                     | 53,421      | 49,718   |          |
| 2015年（平成27年） | 99,925              |                     | 54,619      | 49,871   |          |
| 2016年（平成28年） | －                  | 99,441              | 54,995      | －       | 49,630   |
| 2017年（平成29年） | －                  | 100,359             |             | －       | －       |
| 2018年（平成30年） | －                  | 100,207             | 55,677      | －       | －       |
| 2019年（令和元年） | －                  | 103,925             | 57,674      | －       | －       |
| 2020年（令和2年）  |                     | 75,419              |             |          |          |
| 2021年（令和3年）  |                     | 78,383              |             |          |          |

## 車站周邊
以前的當地居民說到阪神間的「北口」所指的即是西宮北口。2000年代之後大家則常稱作「西北」。開業當時車站附近荒涼，但在戰後由於往阪神的交通方便因而急速都市化。
車站西北地帶，是西宮七園——甲風園、舊昭和園所構成的宅邸街區。此外，補習班林立，是關西地區有名的補習班激戰區。尤其是在關西的中學入學考試這個市場，西宮北口和大阪上本町為關西兩大補習班激戰區，和大阪上本町一樣，從其他縣市搭車來西宮北口到大型補習班上課的小學生也不少。
車站東南地帶以前曾是阪急西宮體育場。但在2002年封閉，2004年到2005年間拆除，之後在原址建立阪急西宮花園。

### 阪神大震災和站前再開發
由於1995年1月17日發生的阪神大地震，車站周邊遭到極大的毀壞。特別是木造老屋密集的車站東北地帶，受到毀滅性的破壞。
阪神大地震前，以本站作為基準，大致分為以下幾個區域。
- 東北地區：站前為北口本通商店街、北口市場、新北口市場，有許多個人的商店。稍微遠處為木造老屋密集的住商混合區[4]。
- 西北地區：站前為銀行、證券公司等金融機關、補習班、餐廳、超級市場。稍微遠處為寧靜的住宅區甲風園及昭和園。
- 東南地區：公車轉運站、以阪急西宮體育場為中心的運動設施、餐廳、個人商店、住宅街。
- 西南地區：幼稚園、團地、公司宿舍、公民館、超級市場、體育俱樂部、商店。

阪神大地震後的各地區再開發。
- 東北地區：隨著東北震災復興再開發，在市場和商店街的舊址上興建18層樓的「ACTA西宮」[4]。
- 西北地區：由於受到較少破壞，和震災前變化不大，為甲風園、昭和園住宅區[4]。
- 東南地區：2008年11月26日，阪急西宮花園開始營業[4]，同時也設置了與車站相通的聯絡橋，再者，2009年4月甲南大學新校區「Konan CUBE 西宮」（管理創造學部）開設，位於阪急西宮花園西側[4][10]。
- 西南地區：設置新出口及公車轉運站[4]，同時也興建許多高層住宅大樓。

### 周邊設施
- 阪急電鐵 西宮車庫
- 阪急西宮花園
  - 阪急百貨
  - TOHO Cinemas
  - Izumiya
  - Loft
  - Book1st
- ACTA西宮
  - 西宮市立北口圖書館
  - 西宮市北口保健福祉中心
  - 西宮北口郵局
  - 淳久堂書店
  - 無印良品
  - Coop Kobe
  - 嬰兒本舖
- PLELA西宮
  - 西宮市立中央公民館
  - 西宮市PLELA Hall
  - 西宮市男女共同參與策劃中心
  - 西宮高松郵局
- 北口南阪急大樓
- 兵庫縣立藝術文化中心
- 兵庫縣汽車學校
- 兵庫營養調理製菓專門學校
- 西宮北昭和郵局
- 甲子園短期大學
- 甲子園學院中學校・高等學校
- 阪急學園保育園
- Konami體育俱樂部 本店西宮・本店西宮ANNEX
- 古野電氣總公司
- 山手幹線
- 甲南大學「Konan CUBE 西宮」（管理創造學部）

### 金融機構
- 關西未來銀行 西宮分行
- 播州信用金庫 西宮北分行
- 三井住友銀行 西宮北口分行
- 瑞穗銀行 西宮北口分行
- 里索那銀行 西宮北口Loan Plaza

## 公車路線

### 南側公車轉運站
| 公車月台 | 系統                    | 目的地               | 主要行經地                                                                                             | 備註                               | 營運公司 |
| -------- | ----------------------- | -------------------- | --- | ---------------------------------- | -------- |
| 1號      | 夙川台線                | 夙川台線             | 夙川台線                                                                                               | 夙川台線                           | 阪急巴士 |
| 1號      | 1                       | 甲山墓園前           | JR西宮・西宮市役所前（國道上）・JR櫻花夙川・阪急夙川・西宮甲山高校前                                   |                                    | 阪急巴士 |
| 1號      | 2                       | 甲山墓園前           | JR西宮・西宮市役所前（國道上）・JR櫻花夙川・阪急夙川                                                   |                                    | 阪急巴士 |
| 1號      | 西宮市内線              |                      | |                                    | 阪急巴士 |
| 1號      | 25                      | JR西宮               | |                                    | 阪急巴士 |
| 1號      | 25・26                  | 阪神西宮             | JR西宮站北口・西宮市役所前（國道上）                                                                   | 與阪神巴士共同營運此路線           | 阪急巴士 |
| 1號      | 50                      | 西宮中央病院前       | 甲子園短期大學前・熊野町・JR甲子園口・熊野町・瓦木中學校前・樋之口小學校前                             | 循環路線                           | 阪急巴士 |
| 1號      | 豐中西宮線              |                      | |                                    | 阪急巴士 |
| 1號      | 96                      | 石橋阪大前・石橋北口 | 西宮中央病院前・昆陽之里・伊丹市役所前・北村                                                           |                                    | 阪急巴士 |
| 1號      | 97                      | 豐中                 | 西宮中央病院前・昆陽之里・伊丹市役所前・北村・螢池                                                     | 傍晚只有一班次行駛                 | 阪急巴士 |
| 1號      | 櫻花山並巴士 西宮山口線 |                      | |                                    | 阪急巴士 |
| 1號      | 金仙寺系統              | 山口營業所前・名來   | JR西宮・JR櫻花夙川・阪急夙川・西宮甲山高校前・金仙寺・菫台・下山口・北六甲台                           |                                    | 阪急巴士 |
| 1號      | 有馬系統                | 山口營業所前・名來   | JR西宮・JR櫻花夙川・阪急夙川・西宮甲山高校前・白水峽墓園前(十八丁橋)・有馬溫泉・菫台・下山口・北六甲台 |                                    | 阪急巴士 |
| 1號      | 西宮北口線              | 阪神西宮             | JR西宮站北口・西宮市役所前（國道上）                                                                   | 與阪急巴士共同營運此路線           | 阪神巴士 |
| 1號      | 西宮濱線                | 西宮濱               | JR西宮站南口・西宮市役所前（國道上）・阪神西宮                                                         |                                    | 阪神巴士 |
| 2號      | 西宮市内線              | 西宮市内線           | 西宮市内線                                                                                             | 西宮市内線                         | 阪急巴士 |
| 2號      | 11                      | 關西學院前・甲東園   | JR西宮・中村・上原六番町                                                                               |                                    | 阪急巴士 |
| 2號      | 12                      | 關西學院前・甲東園   | 能登町・上原六番町                                                                                     |                                    | 阪急巴士 |
| 2號      | 15                      | 關西學院前・甲東園   | 能登町・神戶女學院西門前                                                                               |                                    | 阪急巴士 |
| 2號      | 16                      | 關西學院前・甲東園   | 能登町・愛宕山                                                                                         |                                    | 阪急巴士 |
| 2號      | 19                      | 關西學院前・甲東園   | JR西宮・中村・愛宕山                                                                                   |                                    | 阪急巴士 |
| 3號      | 西宮市内線              | 西宮市内線           | 西宮市内線                                                                                             | 西宮市内線                         | 阪急巴士 |
| 3號      | 22・23                  | 朝凪町               | 兩度町・JR西宮・西宮市役所前（阪神西宮站東口）・誠成公倫會館                                           | 只有誠成公倫會館開館日才會經過此站 | 阪急巴士 |
| 3號      | 24                      | 朝凪町               | 西宮營業所前・JR西宮・西宮市役所前（阪神西宮站東口）・誠成公倫會館                                     | 只有誠成公倫會館開館日才會經過此站 | 阪急巴士 |

### 北側公車轉運站
| 系統         | 目的地       | 營運公司                                       |
| ------------ | ------------ | ---------------------------------------------- |
| 機場接駁巴士 | 大阪國際機場 | 由大阪機場交通與阪神巴士共同營運               |
| 機場接駁巴士 | 關西國際機場 | 由大阪機場交通、關西機場交通與阪神巴士共同營運 |

## 相鄰車站
阪急電鐵
 神戶本線
■特急
十三 （HK-03） － 西宮北口 （HK-08） － 夙川 （HK-09）
■通勤特急、■快速急行、■急行
塚口 （HK-06） － 西宮北口 （HK-08） － 夙川 （HK-09）
■準急
通過
■通勤急行、■普通
武庫之莊 （HK-07） － 西宮北口 （HK-08） － 夙川 （HK-09）
 今津線（今津北線）
■準急（直通神戶本線）
通過
■普通
門戶厄神 （HK-23） － 西宮北口 （HK-08）
 今津線（今津南線）
西宮北口 （HK-08） - 阪神國道 （HK-22）
- ■準急
今津北線起直通至神戶本線大阪梅田站，通過本站東北方之聯絡線，本站不辦理客運。

## 外部連結
- 西宮北口 - 阪急電鐵
- 阪急西宮北口站「西北」周邊情報 （页面存档备份，存于）